# Chupacabras
"Chupacabras" és el nom atorgat a un críptid que, segons un mite contemporani, ataca els animals de les zones rurals i agrícoles. El mite va néixer a Puerto Rico i es va anar escampant per països com ara Argentina, Perú, Guatemala, Xile, Mèxic. Va començar l'any 1992 quan uns diaris de Puerto Rico van publicar notícies que a les granges de tot el país morien molts animals. Al principi el "chupacabras" es coneixia com a Vampir de la Moca, perquè només atacava en aquell lloc. Després de les morts a Puerto Rico van anar apareixent més morts a Mèxic, Bolívia, Argentina, Xile, Equador i a més països sud-americans. I el mite del "chupacabras" va anar agafant reconeixement públic de llegenda urbana. A part de Puerto Rico el lloc amb més víctimes és Mèxic.